# Ненад Цветкович
Ненад Цветкович (серб. Nenad Cvetković / Ненад Цветковић, нар. 6 січня 1996, Ужице) — сербський футболіст, захисник австрійського клубу «Рапід» (Відень).

## Клубна кар'єра
Народився 6 січня 1996 року в місті Ужице. Вихованець футбольної школи клубу «Црвена Звезда», але за першу команду так і не дебютував, натомість виступаючи в оренді за нижчолігові белградські клуби «Раковиця» та «Раднички».
У січні 2016 року він остаточно покинув «Црвену Звезду» і перейшов до клубу другого дивізіону «Земун», з яким вийшов до Суперліги в кінці сезону 2016/17. У своєму першому сезоні у вищому дивізіоні він зіграв 30 матчів, а у наступному втратив місце в основі, провівши лише 16 матчів у Суперлізі, а «Земун» вилетів з еліти. Загалом відіграв за белградську команду три з половиною сезони своєї ігрової кар'єри. Більшість часу, проведеного у складі «Земуна», був основним гравцем захисту команди.
Протягом сезону 2019/20 років захищав кольори клубу «Вождовац», після чого уклав контракт з ізраїльським клубом «Ашдод», у складі якого провів наступні три роки своєї кар'єри гравця. Граючи у складі «Ашдода» також здебільшого виходив на поле в основному складі команди.
16 червня 2023 року підписав контракт з клубом австрійської футбольної Бундесліги «Рапід» (Відень). Станом на 2 червня 2025 року відіграв за віденську команду 29 матчів в національному чемпіонаті.

## Виступи за збірну
2017 року залучався до складу молодіжної збірної Сербії. На молодіжному рівні зіграв у 2 офіційних матчах.